# Festival Kinoarte de Cinema
Festival Kinoarte de Cinema (anteriormente chamado de Mostra Londrina de Cinema) é um evento da cidade brasileira de Londrina, no estado do Paraná. 
Foi criado em 1999 por um grupo de cineastas locais, após as atividades da Oficina de Realização em Cinema, com o objetivo de difundir o cinema brasileiro na cidade e região. Inicialmente contava com uma Competitiva Nacional de Curtas em Super-8, que se manteve até 2004. A partir de 2005 passou a ser realizada pela Kinoarte. Em 2005 e 2006 foram realizadas Competitivas Nacionais no suporte digital. A partir de 2007 passou a aceitar filmes de todos os suportes, incluindo curtas em 35mm. Em 2013 a Mostra passou a se chamar Festival Kinoarte de Cinema. É o evento de audiovisual mais antigo do Paraná.